# تفكيك الماء

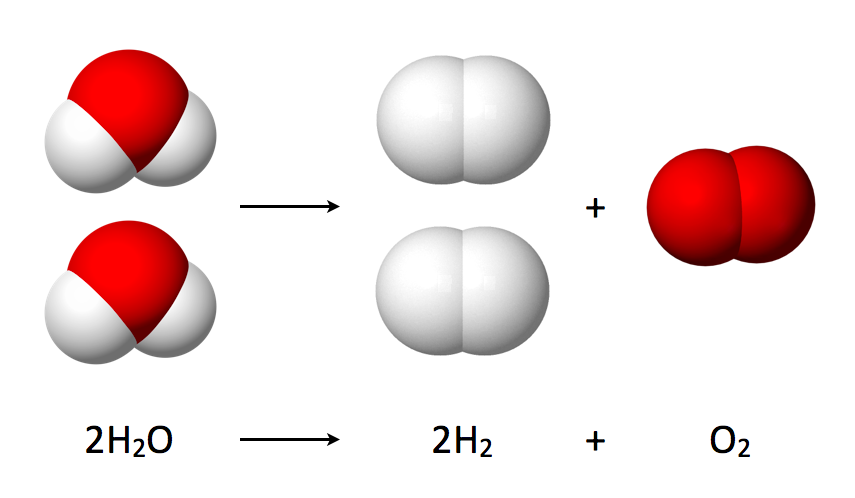
رسم تخطيطي لـ المعادلة الكيميائية لـ التحليل الكهربائي للماء، شكل من أشكال تفكيك الماء.

تحليل الماء أو تفكيك الماء هو التفاعل الكيميائي الذي يحدث فيه تحلل الماء إلى أكسجين وهيدروجين
سيكون تقسيم الماء الكيميائي الضوئي الفعال طفرة تكنولوجية تدعم اقتصاد الهيدروجين، ولم يتم عرض آلية عملية صناعية لتحليل الماء بالماء النقي، مع ذلك فإن تفاعلات المكونين (تحضير {\displaystyle {\ce {H2}}} وتحضير {\displaystyle {\ce {O2}}}) معروفان. يستخدم تحليل مياه البحر وغيره من المياه المالحة لإعداد الكلور، ويشكل الهيدروجين المستخلص من تحليل الماء ما يقدر بحوالي 5% من إجمالي استهلاك العالم. يعد البناء الضوئي شكل من أشكال تحليل الماء، ولكن لا يتم استخلاص الهيدروجين منها. وما يحدث في خلايا الوقود الهيدروجينية هو العكس لعملية تحليل الماء.

## التحليل الكهربائي

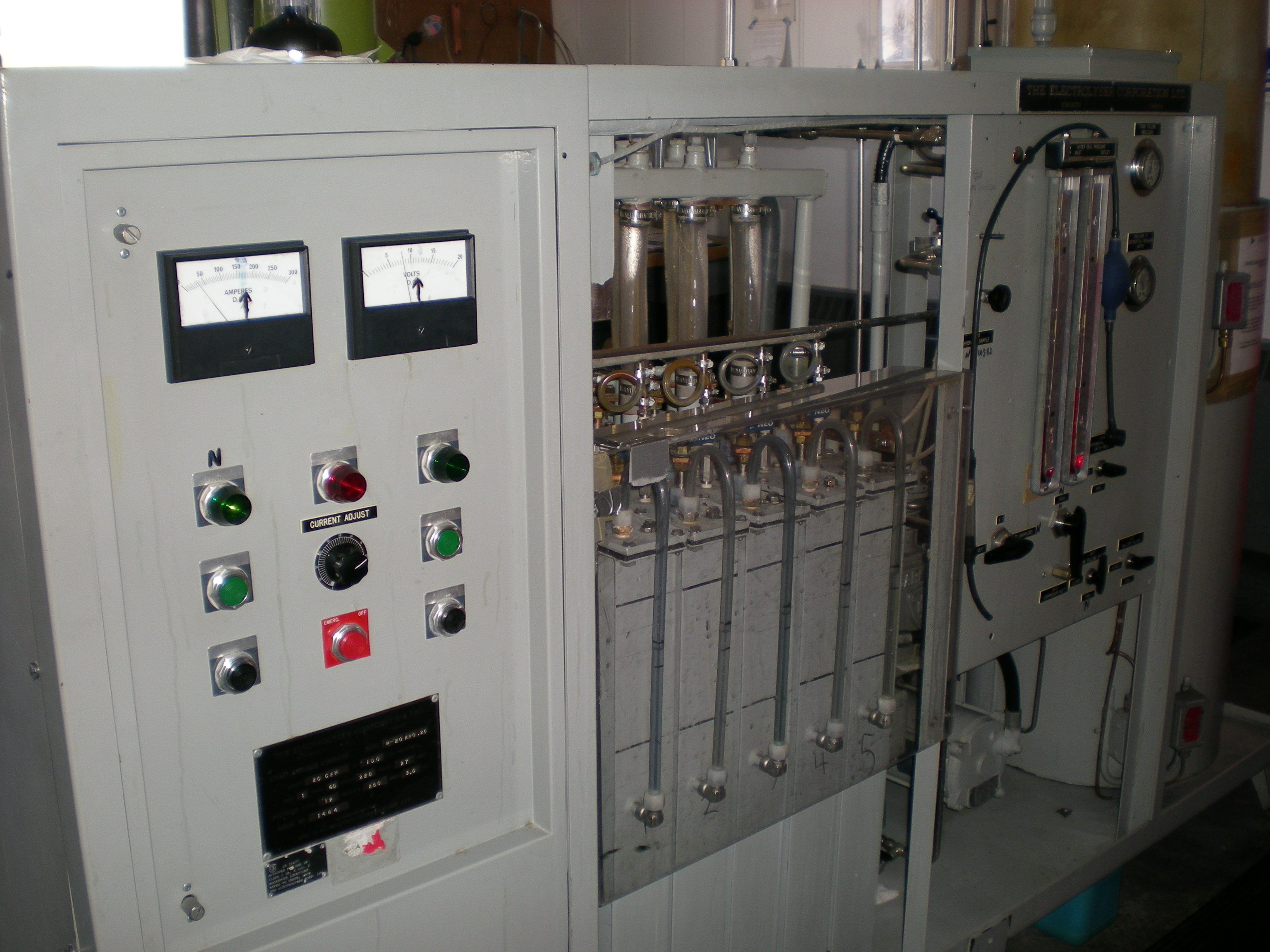
المحلل بالكهرباء الأمامي مع لوحة كهربائية في المقدمة

التحليل الكهربائي للماء هو تمرير تيار كهربائي في الماء (H2O) يؤدي لتفكيكه إلى أكسجين (O2) وهيدروجين (H2).

## تحليل الماء بالبناء الضوئي
تحليل الماء بالبناء الضوئي هو أحد طرق تحليل الماء التي تحدث بعملية البناء الضوئي، ولكن الإلكترونات تنتقل، ليس إلى البروتونات، بل تنتقل لسلسلة نقل إلكترونية أخرى في نظام ضوئي ثاني(II). وتستخدم الإلكترونات لتحويل ثاني أكسيد الكربون ({\displaystyle {\ce {CO2}}}) إلى سكريات.

## تحليل الماء الكهروضوئي
التحليل الكهروضوئي للماء باستخدام الطاقة الكهربائية المنتجة من أنظمة الخلايا الشمسية قادرة على توفير أنظف طريقة لانتاج الهيدروجين، بخلاف النووية والرياح والطاقة الحرارية الأرضية والطاقة الكهرومائية. مجدداً، يتم تحليل الماء إلى غاز الهيدروجين والأكسجين عن طريق التحليل الكهربائي، لكن يتم الحصول على الطاقة الكهربائية عن طريق الخلايا الكهروضوئية، ويمكن تسمية النظام أيضاً بالتركيب الضوئي الاصطناعي.

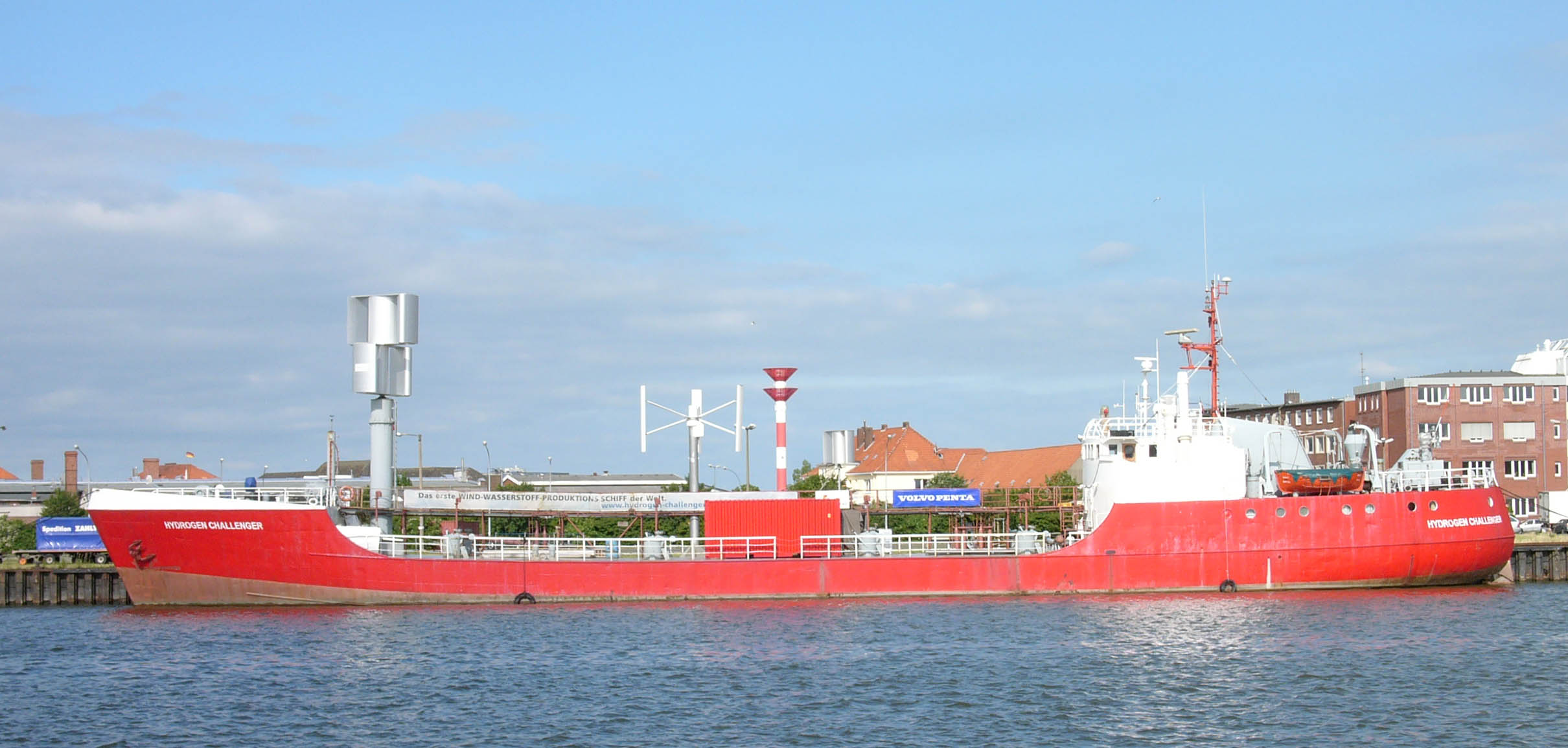
التحليل الكهربائي لسفينة الماء هيدروجين تشالنجر

## تحليل الماء بالتحفيز الضوئي
يعد تحويل الطاقة الشمسية إلى الهيدروجين عن طريق عملية تقسيم المياه أحد أكثر الطرق إثارة للاهتمام للحصول على طاقة نظيفة ومتجددة. يمكن أن تكون هذه العملية أكثر فاعلية إذا كانت مدعومة بالمحفزات الضوئية المعلقة مباشرة في الماء بدلاً من الخلايا الكهروضوئية أو النظام الكهربائي، بحيث يحدث التفاعل في خطوة واحدة.

## تحليل الماء بالإشعاع
الإشعاع النووي يكسر روابط المياه بشكل روتيني، في منجم ذهب مونبونج، جنوب أفريقيا، وجد الباحثون منطقة إشعاع عالية  طبيعية، بمجتمع مهيمن عليه من قبل نمط جديد من الديسولفوتوماكيولام. التي تتغذى بشكل أساسي على غاز الهيدروجين المنتج. كما يتم النظر إلى الوقود النووي المستهلك  «النفايات النووية» كمصدر محتمل للهيدروجين.

## التحلل الحراري للماء
في التحلل الحراري، تنقسم جزيئات الماء إلى مكوناتها الذرية الهيدروجين والأكسجين. على سبيل المثال، عند درجة حرارة 2200 درجة مئوية، يتم فصل حوالي ثلاثة بالمائة من جميع {\displaystyle {\ce {H2O}}} في مجموعات مختلفة من ذرات الهيدروجين والأكسجين، معظمها {\displaystyle {\ce {H}}} و {\displaystyle {\ce {H2}}} و {\displaystyle {\ce {O}}} و {\displaystyle {\ce {O2}}} و {\displaystyle {\ce {OH}}}. منتجات التفاعل الأخرى مثل {\displaystyle {\ce {H2O2}}} أو {\displaystyle {\ce {HO2}}} تبقى طفيفة. على  درجة الحرارة العالية جدا 3000 درجة مئوية أكثر من نصف جزيئات الماء تتحلل، ولكن في درجات الحرارة المحيطة، ينفصل جزيء واحد فقط في 100 تريليون من تأثير الحرارة. وقد حصرت درجات الحرارة العالية والقيود المادية التطبيقات من هذا النهج.